# Rowena Mary Bruce

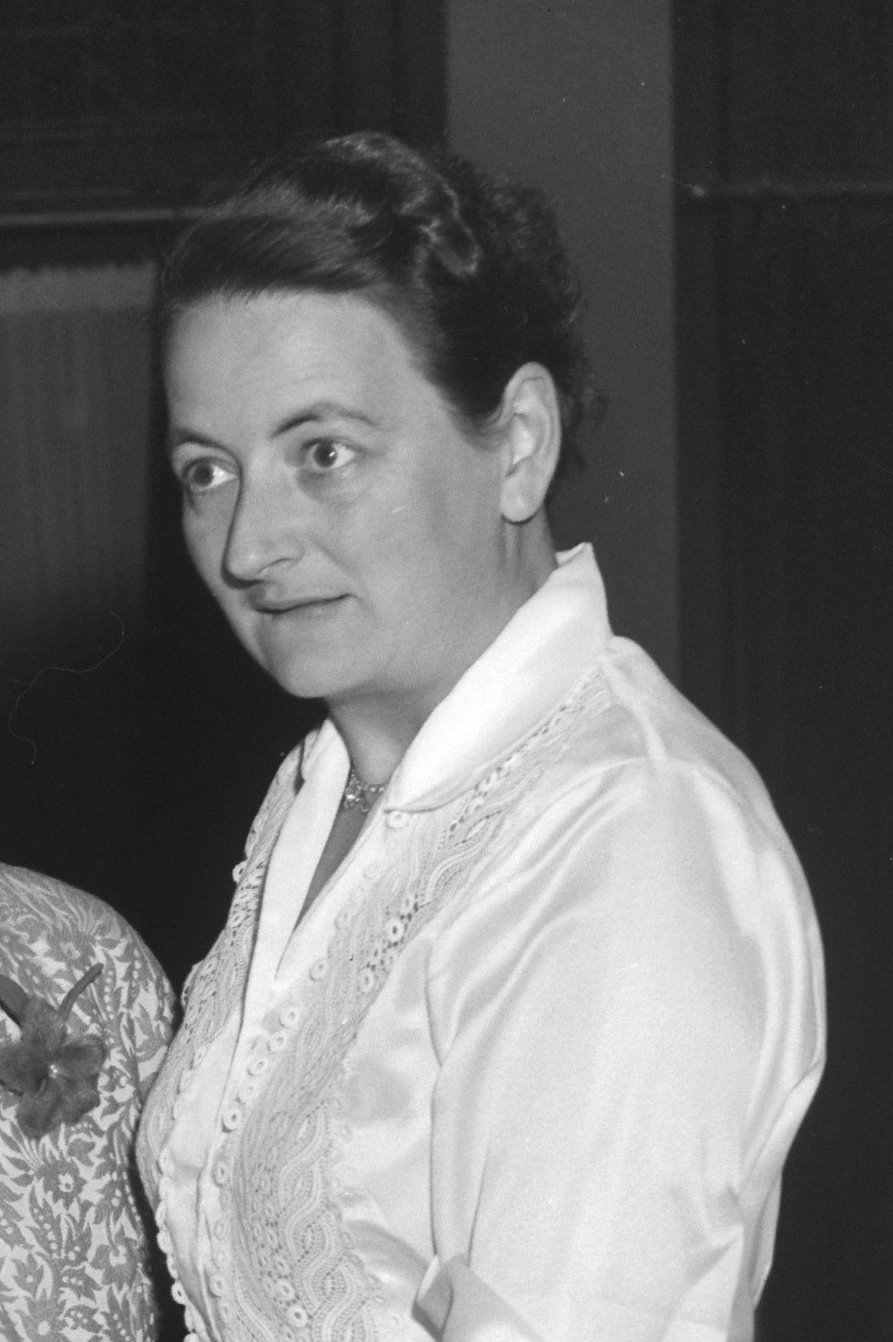
Rowena Mary Bruce, 1959

Rowena Mary Bruce (* 15. Mai 1919 in Plymouth als Rowena Mary Dew; † 24. September 1999 ebenda) war eine britische Schachspielerin. Sie gewann elfmal (1937, 1950, 1951, 1954, 1955, 1959, 1960, 1962, 1963, 1967 und 1969) die britische Schachmeisterschaft der Frauen. Seit 1951 trug sie den Titel einer Internationalen Meisterin.

## Leben
Rowena wuchs als jüngstes von drei Kindern des Bankangestellten Harvey Dew und dessen Frau Mary in Plymouth auf. Das Schachspiel erlernte sie im Alter von zehn Jahren von ihrer Mutter. Im November 1931 trat sie dem Plymouth Chess Club bei, wo sie von Ronald Mackey Bruce (1903–1991) trainiert wurde. Im Juli 1940 heirateten die beiden.
Im Jahr 1935 gewann sie nach Stichkampf gegen Mary Clouter die Mädchen-Weltmeisterschaft der FIDE, an der allerdings nur englische Spielerinnen teilnahmen. Zwei Jahre später gewann sie in Blackpool mit 10 Punkten aus 11 Partien erstmals die englische Landesmeisterschaft der Frauen. Während des Zweiten Weltkrieges arbeitete sie für die Women's Voluntary Services. Im Jahr 1946 repräsentierte sie England neben Eileen Betsy Tranmer in einem Radio-Match gegen die führende Schachnation Sowjetunion, verlor jedoch beide Partien gegen Ljudmila Rudenko. Durch einen 2. Platz beim Zonenturnier in Venedig 1951 qualifizierte sie sich für das Kandidatenturnier der Frauen 1952 in Moskau. In der 2. Runde des Turniers gewann sie gegen Olga Rubzowa und lag kurzzeitig an der Tabellenspitze, fiel dann jedoch nach einer Serie von Niederlagen zurück und beendete das Turnier mit 5 Punkten aus 15 Partien auf dem zwölften Platz. Im September 1954 gewann sie in Paignton einen Wettkampf gegen Fenny Heemskerk mit 4:2.
Sie spielte bei den Schacholympiaden der Frauen 1966 und 1969 jeweils am zweiten Brett für England und erzielte dabei insgesamt 14 Punkte aus 26 Partien.
Rowena Bruce war auch eine talentierte Musikerin und spielte Cello in der Plymouth Orchestral Society.
Während des Zonenturniers 1972 in Sofia erlitt sie während der 2. Runde einen Schlaganfall. Obwohl sie mit den Folgen für den Rest ihres Lebens zu kämpfen hatte, nahm sie bis in die 1980er Jahre weiterhin an Landesmeisterschaften der Frauen teil.
Im Jahr 1984 wurde das Ehepaar Bruce für seine Verdienste um das Schachspiel in England mit dem President's Award der British Chess Federation ausgezeichnet.
Rowena Bruce verstarb im Alter von 80 Jahren in ihrer Heimatstadt Plymouth und hinterließ eine Adoptivtochter und drei Enkelkinder.